# Cleber Americo do Conceiçao
Cleber Americo do Conceiçao (Belo Horizonte, 26 de juliol de 1969) és un exfutbolista brasiler, que jugava de defensa.

## Trajectòria
El 1989 debuta amb l'Atlético Mineiro, on juga dos anys per donar el salt a Europa i jugar amb el CD Logroñés, tot convertint-se en un dels jugadors més característics de l'equip riojà. El 1993 torna al seu país, a les files del Palmeiras, on militarà sis anys. El 2000 fitxa pel Cruzeiro i a l'any següent pel Santos.
La seua segona experiència europea és a Suïssa, a les files del Yverdon Sports, on milita la 02/03. Després, apareix al Figueirense fins al 2006 que s'hi incorpora al AD São Caetano, per a penjar les botes eixe mateix any.

## Selecció
Cleber va ser 11 vegades internacional amb Brasil entre 1990 i 2000. Va formar part del combinat brasiler que hi va disputar la Copa Amèrica 1991.

## Títols
- Palmeiras
  - Serie A Brasilera: 1993, 1994
  - Torneig Rio-São Paulo: 1993
  - Campionat de São Paulo: 1993, 1994, 1996
  - Copa brasilera: 1998
  - Copa Mercosur: 1998
  - Copa Libertadores: 1999
- Cruzeiro
  - Copa brasilera: 2000
  - Copa de Minas do Sul: 2001
- Figueirense
  - Campionat de Santa Catarina: 2004